# Paquirinosaure
El paquirinosaure (Pachyrhinosaurus, "llangardaix amb el nas gruixut") és un gènere de dinosaure ceratòpsid que va viure al Cretaci superior en el que avui en dia és Nord-amèrica. Els primers exemplars foren descoberts per Charles M. Sternberg a Alberta, Canadà, l'any 1946, i anomenats l'any 1950. En total s'han trobat dotze cranis parcials i un gran assortiment de fòssils a Alberta i a Alaska.